# Pelargonium caespitosum
Pelargonium caespitosum är en näveväxtart. Pelargonium caespitosum ingår i släktet pelargoner, och familjen näveväxter.

## Underarter
Arten delas in i följande underarter:
- P. c. caespitosum
- P. c. concavum